# Hugo von Plessen
Hugo von Plessen (* 5. November 1818 in Sierhagen; † 6. Januar 1904 in Schleswig; vollständiger Name: Hugo Frederik Adolf Baron von Plessen) war ein dänischer Kammerherr und preußischer Geheimer Regierungsrat.

## Familie
Hugo von Plessen stammte aus dem ursprünglich edelfreien mecklenburg-holsteinischen Adelsgeschlecht von Plessen; er war das fünfte Kind des Königlichen dänischen Kammerherrn und Geheimen Konferenzrates Mogens (Magnus) Joachim Lehngraf von Scheel-Plessen und der Margaretha Wilhelmina geb. von Hedemann, Tochter des Bernhard Otto von Hedemann. Seine Brüder waren der dänische Diplomat Wulff Scheel-Plessen, der dänische Politiker Carl von Scheel-Plessen sowie der dänische Diplomat Otto von Plessen. Hugo von Plessen war Mitbesitzer der Substitutionen für die Stammhäuser Førslev und Gunderslevholm.

## Leben

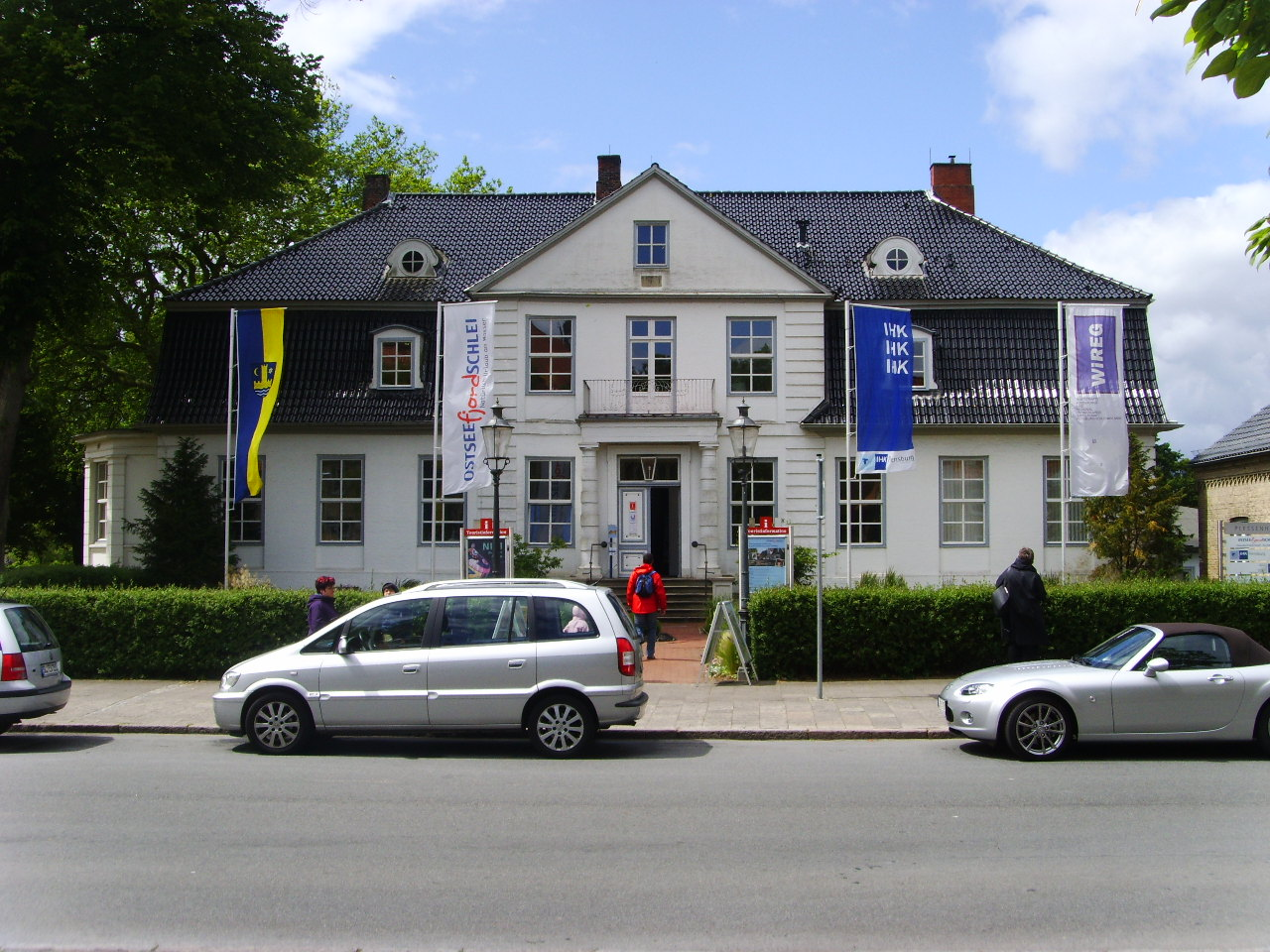
Plessenhof in Schleswig

Hugo von Plessen besuchte das Katharineum zu Lübeck. Eine Zeitlang war Theodor Storm sein Klassenkamerad. Nach dem Abitur studierte er an der Georg-August-Universität Göttingen und der Christian-Albrechts-Universität zu Kiel. 1838 wurde er Mitglied des Corps Hanseatia Heidelberg. In Kiel schloss er sich dem Corps Slesvico-Holsatia an. Nach dem Studium trat er in den Staatsdienst des Herzogtums Schleswig. Als Amtmann des Amtes Gottorf und des Amtes Hütten wurde er 1867 erster Landrat des Kreises Schleswig, den Preußen nach dem Deutschen Krieg geschaffen hatte. Das Amt hatte er bis 1888 inne. Sein Wohnsitz in Schleswig war der Plessenhof.

## Auszeichnungen
- 1845: Königlich Preußischer St. Johanniter-Orden, damit seit 1852 Ehrenritter des Johanniterordens[7]
- 1866: Roter Adlerorden 3. Klasse[8]
- Roter Adlerorden 2. Klasse mit Eichenlaub[9]
- Ernennung zum Geheimen Regierungsrat[5]
- Namensgeber der Plessenstraße in Schleswig[10]